# 末光千代太郎
末光 千代太郎（すえみつ ちよたろう、1893年2月26日 - 1974年11月5日）は、日本の経営者、銀行家。伊予銀行頭取を務めた。

## 経歴
愛媛県出身。1915年に第三高等学校を中退し、1919年1月に卯之野銀行監査役に就任。
1931年9月に愛媛県議会議員、1938年2月に予州銀行専務、1941年9月に伊予合同銀行常務を経て、1948年9月に伊予銀行頭取に就任した。1969年10月には会長に就任。
1956年に黄綬褒章を受章した。
1971年11月5日、胆嚢炎のため死去した。78歳没。